# 贝基夫卡

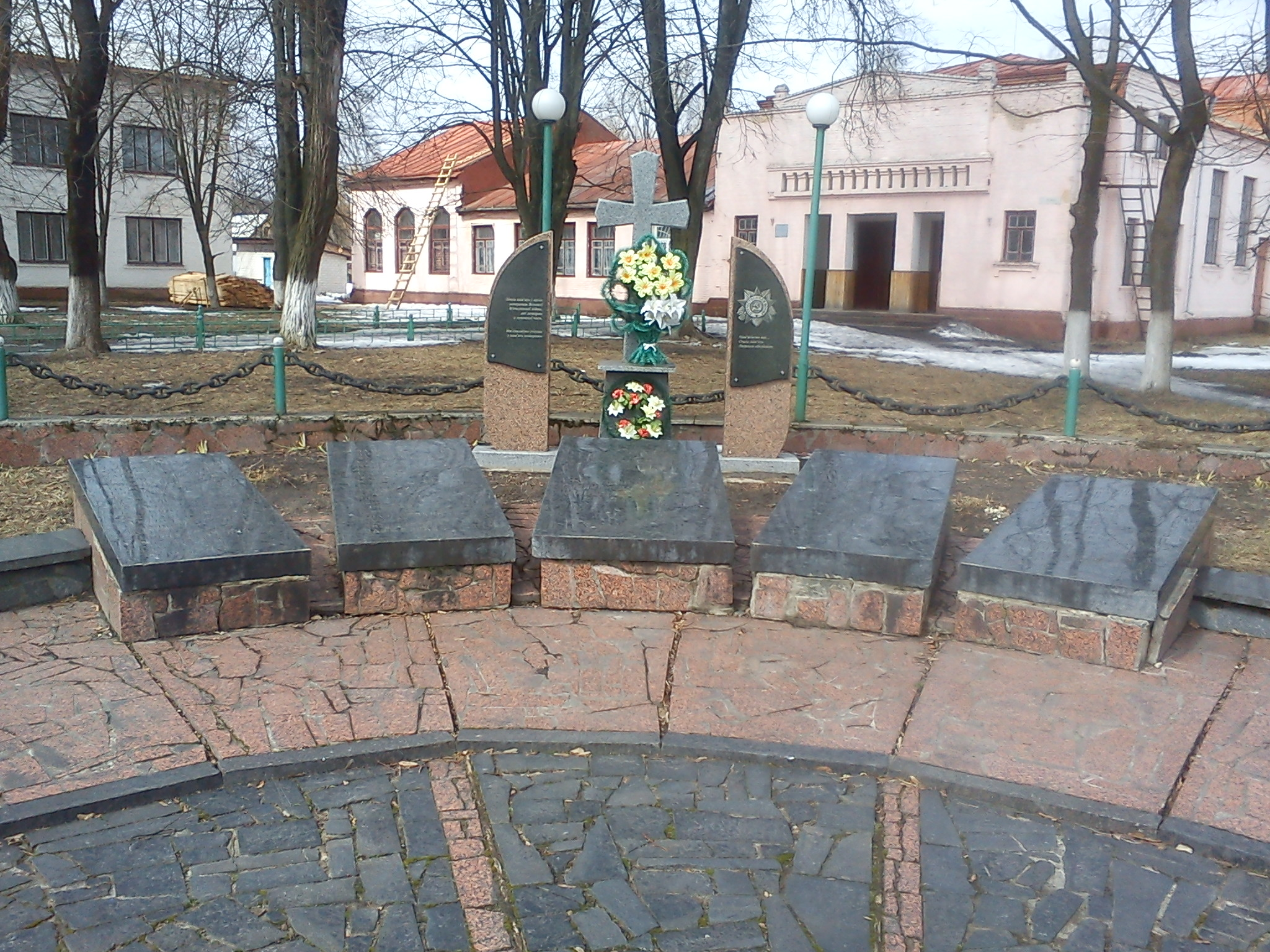
烈士墓

贝基夫卡（烏克蘭語：Биківка），是烏克蘭北部日托米爾州日托米爾區罗曼尼夫市镇内的市級鎮。始建於1871年，距離羅曼尼夫17公里，面積2.3平方公里，海拔高度249米，2011年人口1,788，人口密度每平方公里777人。